# Herz-Jesu-Krankenhaus Münster-Hiltrup

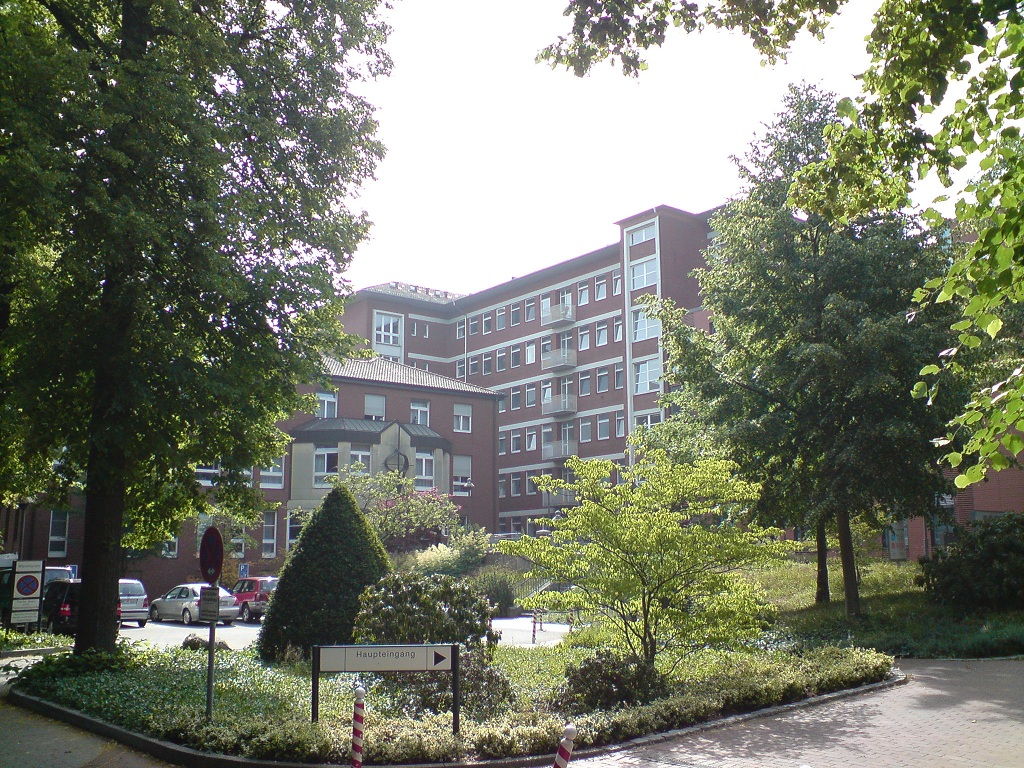
Der Eingangsbereich des Herz-Jesu-Krankenhauses. Am rechten Bildrand befindet sich die neue Praxisklinik.

Das Herz-Jesu-Krankenhaus Münster-Hiltrup ist ein Krankenhaus im Stadtteil Hiltrup der westfälischen Stadt Münster. Getragen wird es von der St. Franziskus-Stiftung Münster. Das Krankenhaus besitzt 350 Betten und versorgt jährlich rund 12.500 stationäre und etwa 27.000 ambulante Patienten. Zusätzlich erfüllt es eine Funktion als akademisches Lehrkrankenhaus der Westfälischen Wilhelms-Universität. 

## Geschichte
Während die Geschichte des heutigen Krankenhauses in den Wirren des Zweiten Weltkriegs begann, so sind dessen Ursprünge bereits auf das Jahr 1920 zurückzuführen. In jenem Jahr begannen die Missionsschwestern vom Heiligsten Herzen Jesu in Hiltrup und Amelsbüren mit der ambulanten Krankenpflege. Nur kurze Zeit später erfolgte der Ausbau des Marienheims der Ordensschwestern zu einem kleinen Krankenhaus. Es war ausgestattet mit Krankenzimmern für zehn bis zwölf Patienten, einem Behandlungszimmer sowie einem kleinen Therapieraum.
Nach Ausbruch des Zweiten Weltkrieges veranlasste der Landkreis Münster die Verlegung des Krankenhauses, weil es aufgrund eines fehlenden Luftschutzkellers keinen Schutz vor alliierten Luftangriffen bot. Das Krankenhaus wurde in das Mutterhaus der Ordensschwestern an der Hammer Straße, der heutigen Westfalenstraße verlegt, die dafür die komplette erste Etage ihres Klosters zur Verfügung stellten. Im Jahre 1941 wurden hier die ersten Patienten aufgenommen. Als zusätzliche Einrichtung schufen die Missionsschwestern im Jahre 1942 eine Fürsorgestelle für uneheliche Kinder und deren Mütter. Da durch Einwirkung von Bombentreffern die umliegenden Kinderheime stark in Mitleidenschaft gezogen wurden, nahm das Krankenhaus auch Kinder auf, deren Zahl bis zum Ende des Krieges auf über 100 anstieg.

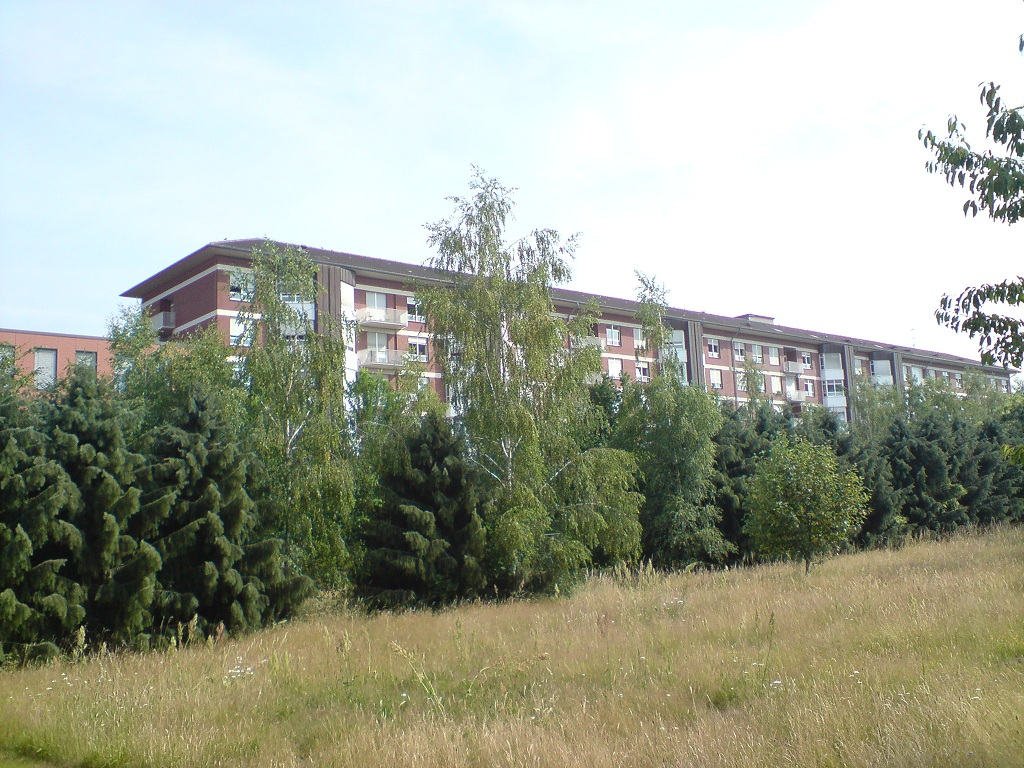
Der Bettentrakt des Herz-Jesu-Krankenhauses

Nachdem die bedingt durch Kriegsschäden zeitweilig nach Hiltrup verlegte Raphaelsklinik zum 1. April 1950 wieder nach Münster zurückverlegt wurde, sollte nach dem Willen des Landkreises Münster die bis dato als Belegkrankenhaus geführte Einrichtung in ein Fachkrankenhaus umgewandelt werden. Entsprechend fand die Eröffnung des Fachkrankenhauses am 15. Mai 1950 statt. Es bestand zunächst aus den vier Fachabteilungen 
Chirurgie, Innere Medizin, Augenheilkunde sowie Hals-, Nasen- und Ohrenheilkunde.
Schon bald reichten die Räumlichkeiten nicht mehr aus, so dass bereits 1953 mit den ersten Erweiterungen und Umbauten begonnen werden mussten. In den Jahren von 1959 bis 1970 folgten zwei Bettenhäuser, ein Personalwohnheim, ein neues Allzweckgebäude, ein Behandlungstrakt sowie eine Krankenhauskapelle. Einen Rückschlag erlitten die Baumaßnahmen durch einen Brand im Jahre 1969, durch den das Dachgeschoss des Altbaus erneuert werden musste. Weitere Baumaßnahmen folgten Mitte der 1980er Jahre, als 1983/84 die Krankenpflegeschule einen Neubau erhielt sowie 1985 der Bau eines Waschhauses. Auch in den 1990er Jahren wurde das Krankenhaus erweitert, so wie den zwischen 1989 und 1991 umgestalteten Eingangsbereich inklusive der Liegendanfahrt und der Notaufnahme. Gleichzeitig wurde das Bettenhaus I mit einem Nasszellenstrang versehen, der zwischen 1994 und 1998 nochmals erweitert werden sollte. In den beiden darauffolgenden Jahren fand die letzte Erweiterung statt, bei der der Behandlungstrakt mit neuen OP-Räumen versehen und gleichzeitig die Dialysestation erweitert wurde.

## Aktuelle Situation
Im Jahre 2007 eröffnete die an das Krankenhaus angegliederte Praxisklinik mit Praxen von Belegärzten für ambulante Behandlung sowie Versorgung mit medizinischem Material wie beispielsweise durch Anbieter von Orthopädietechnik. Zeitgleich erfolgte die Einrichtung einer Stroke-Unit zur Notfallbehandlung von Schlaganfällen sowie eine Palliativstation. Nachdem die Missionsschwestern vom Heiligsten Herzen Jesu das Krankenhaus mehr als 60 Jahre geführt haben, wurde das Herz-Jesu-Krankenhaus im November 2018 von der St. Franziskus-Stiftung in Münster übernommen.

## Fachabteilungen
- Anästhesie
- Allgemein- und Viszeralchirurgie
- Augenheilkunde
- Unfallchirurgie
- Gynäkologie und Geburtshilfe
- Hals-Nasen-Ohren-Heilkunde
- Innere Medizin
- Nephrologie
- Neurologie
- Orthopädie
- Radiologie
- Urologie

Zusätzlich zu den medizinischen Fachbereichen existiert am Herz-Jesu-Krankenhaus ein Sozialdienst. Für die seelischen Aspekte steht ein Seelsorgedienst zur Verfügung. Außerdem organisieren die sogenannten Grünen Damen einen regelmäßigen Patienten-Besuchsdienst.
Darüber hinaus existiert im Haus ein ehrenamtlich betriebenes Krankenhausradio: Die Studiowelle Hiltrup (e. V.) sendet seit 1970 regelmäßig ein innerhalb des Gebäudes empfangbares eigenes Hörfunkprogramm für die Patienten und Angestellten.